# Urticina columbiana
Urticina columbiana is een zeeanemonensoort uit de familie Actiniidae.
Urticina columbiana is voor het eerst wetenschappelijk beschreven door Verrill in 1922.